# Pavel Zeman
Pavel Zeman (ur. 18 listopada 1972 w Pilźnie) – czeski prawnik, od 2011 Prokurator Generalny Czech.

## Życiorys
Pavel Zeman ukończył studia prawnicze oraz politologię na Wydziałach Prawniczym i Filozoficznym Uniwersytetu Karola w Pradze. W 1998 został stażystą w Prokuraturze Okręgowej w Pilźnie, a w 2001 otrzymał nominację na stanowisko prokuratora w Pilźnie. Następnie został tymczasowo przydzielony do Prokuratury Regionalnej w Pilźnie oraz Prokuratury Generalnej. W 2002 rozpoczął pracę w Międzynarodowej Sekcji Prokuratury Generalnej w Brnie, a w latach 2004–2011 był przedstawicielem Czech w Europejskiej Jednostce Współpracy Sądowej (Eurojust).
W 2010 został powołany na stanowisko Prokuratora Generalnego przez rząd Petra Nečasa i stanowisko objął 1 stycznia 2011.
Biegle mówi po angielsku, niemiecku i francusku oraz posługuje się językiem rosyjskim.